# 土居章助
土居 章助（どい しょうすけ、1937年9月3日 - ）は、高知県出身の元プロ野球選手（内野手、外野手）・コーチ・監督。

## 経歴
城東高校では捕手として同期の岡村公温（明大－拓銀）とバッテリーを組み、3年次の1955年には春夏の甲子園に出場。春の選抜では2回戦（初戦）で高田高に敗れ、夏の選手権は準々決勝に進むが、この大会に優勝した四日市高の高橋正勝に0-1で完封負け。同年の神奈川国体にも出場するが、1回戦でエース前岡勤也を擁する新宮高に5回日没コールドで惜敗した。他の高校同期に三塁手の西岡清吉がいた。
卒業後の1956年に西岡と共に国鉄スワローズへ入団。1年目の同年から一軍に上がり、遊撃手・右翼手として18試合に先発出場。9月9日の広島戦（広島総合）では橋本敬包からのソロ本塁打を放つが、この時の試合は、延長12回4-4で引き分けている。2年目の1957年は開幕から7番・遊撃手に抜擢されるが、その後は失速。3年目の1958年は渡辺礼次郎の控えとして一軍に定着すると、1959年には渡辺に代わり遊撃手のレギュラーを獲得し、西岡と三遊間を組み87試合に先発出場を果たす。1960年は三塁手も兼ねて自己最多の111試合に出場し、自己最多の4本塁打を放つ 。この4本は大洋と中日から2本ずつ記録したもので、中日からの2本は共に中山俊丈から放った 。4月6日の大洋戦（後楽園）では3回裏に根来広光の本塁打に続き、土居が左翼への連続ソロ本塁打で2-0とし、この2点を先発村田元一が大洋打線を4安打に抑えての完封勝利。国鉄は開幕3連敗のあと2連勝したが、一方の大洋は5連敗で開幕してまだ勝ち星が無かった。同年オフに土屋正孝とのトレードで読売ジャイアンツへ移籍。
1961年は開幕から4月中は先発二塁手としてたびたび起用されるも打撃不振に陥り、シーズン33試合出場で、わずか3安打に留まる。国鉄でレギュラー二塁手としてクリーンナップを打った土屋とは対照的に実績を残せなかった。同年オフには須藤豊との交換で大毎オリオンズへ移籍。
ここでもあまり活躍の場はなかったが、1963年5月23日の東映戦（後楽園）では3回裏に八田正の2ラン本塁打が出たもののこれ以降得点の動きがないまま迎えた9回表、試合途中から中堅手の土居に打順がまわりリリーフの安藤元博からダメ押しソロ本塁打を放ち、この3点を堀本律雄が守って3-0の完封勝利となった。同年引退。
引退後は東京→ロッテでスカウト（1964年 - 1971年, 1981年 - 1982年, 1984年）、二軍守備・走塁コーチ（1972年 - 1975年）、二軍監督（1983年）、ヘッドコーチ（1988年 - 1989年）を歴任した。
ロッテでの指導者・スカウト業の合間を縫ってKBOリーグ発足前から発足後にかけて韓国に渡り、ロッテ・ジャイアンツのコーチ（1976年 - 1980年, 1990年 - 1992年）、総合コーチ（1984年）→助監督（1985年 - 1987年）も務めた。
社会人チーム時代は本名で、プロ化後は都偉彰（ハングル表記：도위창）の登録名で活動し、2期目の1984年は日本のロッテでスカウトを務めいていた時に韓国側からの要請で派遣された。
韓国ロッテ時代は韓国語を喋れたため、選手達との意思疎通に大きな問題はなかった。仲間のコーチや選手達と屋台で焼酎のグラスを重ねたり、釣りも行くほど気兼ねなく過ごした。一方で試合中にトイレの前で相手チームの選手との雑談していた選手に「相手選手は敵だ。お前のような精神状態の選手は駄目だ」と叱り、宿泊先へ戻すなど公私に厳しい面もあった。土居を知る野球関係者は一様に「韓国人よりもさらに韓国文化をよく理解しており、焼酎とホルモン、ニンニクとコチュジャンをとても好きな日本人だった」と述べている。2期目の1984年と3期目の1992年にはリーグ優勝・韓国シリーズ制覇に貢献し、1990年夏からシーズン終了までは監督代行も務めた。
1993年からは台湾に渡り、中華職棒・兄弟エレファンツ打撃コーチに就任。山根俊英監督の下でリーグ2連覇に貢献し、1996年退団。
1997年からは同年に発足した台湾大聯盟（TML）に移り、高屏生活雷公打撃コーチに就任。監督の山根と再びタッグを組んで1998年の優勝に貢献し、1999年退団。

## 詳細情報

### 年度別打撃成績
| 年 度     | 球 団     | 試 合 | 打 席 | 打 数 | 得 点 | 安 打 | 二 塁 打 | 三 塁 打 | 本 塁 打 | 塁 打 | 打 点 | 盗 塁 | 盗 塁 死 | 犠 打 | 犠 飛 | 四 球 | 敬 遠 | 死 球 | 三 振 | 併 殺 打 | 打 率 | 出 塁 率 | 長 打 率 | O P S |
| --------- | --------- | ----- | ----- | ----- | ----- | ----- | -------- | -------- | -------- | ----- | ----- | ----- | -------- | ----- | ----- | ----- | ----- | ----- | ----- | -------- | ----- | -------- | -------- | ----- |
| 1956      | 国鉄      | 28    | 66    | 63    | 5     | 15    | 1        | 1        | 1        | 21    | 4     | 1     | 2        | 1     | 0     | 2     | 0     | 0     | 11    | 1        | .238  | .262     | .333     | .595  |
| 1957      | 国鉄      | 24    | 42    | 36    | 1     | 4     | 1        | 0        | 0        | 5     | 2     | 3     | 0        | 1     | 0     | 5     | 0     | 0     | 5     | 1        | .111  | .220     | .139     | .358  |
| 1958      | 国鉄      | 70    | 158   | 150   | 13    | 31    | 6        | 2        | 0        | 41    | 5     | 11    | 5        | 4     | 1     | 3     | 0     | 0     | 21    | 2        | .207  | .222     | .273     | .496  |
| 1959      | 国鉄      | 102   | 308   | 289   | 24    | 54    | 4        | 8        | 2        | 80    | 18    | 7     | 5        | 9     | 0     | 8     | 0     | 2     | 59    | 7        | .187  | .214     | .277     | .491  |
| 1960      | 国鉄      | 111   | 299   | 283   | 32    | 62    | 15       | 3        | 4        | 95    | 15    | 14    | 3        | 11    | 1     | 2     | 0     | 2     | 48    | 1        | .219  | .230     | .336     | .566  |
| 1961      | 巨人      | 33    | 45    | 43    | 2     | 3     | 0        | 0        | 0        | 3     | 0     | 2     | 0        | 0     | 0     | 2     | 0     | 0     | 8     | 0        | .070  | .111     | .070     | .181  |
| 1962      | 大毎      | 61    | 29    | 28    | 17    | 4     | 0        | 0        | 1        | 7     | 1     | 8     | 0        | 0     | 0     | 1     | 0     | 0     | 10    | 0        | .143  | .172     | .250     | .422  |
| 1963      | 大毎      | 97    | 23    | 21    | 19    | 4     | 0        | 0        | 2        | 10    | 2     | 5     | 3        | 2     | 0     | 0     | 0     | 0     | 6     | 3        | .190  | .190     | .476     | .667  |
| 通算：8年 | 通算：8年 | 526   | 970   | 913   | 113   | 177   | 27       | 14       | 10       | 262   | 47    | 51    | 18       | 28    | 2     | 23    | 0     | 4     | 168   | 15       | .194  | .217     | .287     | .504  |

### 背番号
- 51 （1956年 - 1957年）
- 2 （1958年）
- 12 （1959年 - 1960年）
- 25 （1961年）
- 31 （1962年 - 1963年）
- 59 （1972年）
- 89 （1973年 - 1975年、1983年）
- 82 （1988年 - 1989年）
- 77 （1993年 - 1999年）